# Izbrani
Izbrani je rap skupina iz Bele krajine. Sestavljajo jo Kalskee (Semič), Echobe (Dragatuš) in Thec (Semič). Izdali so tri albume: Verbalni terorizem (2003), III (2012) in Šenečuto (2025).